# Saulburg
Saulburg ist ein Pfarrdorf und ein Ortsteil der Gemeinde Wiesenfelden im niederbayerischen Landkreis Straubing-Bogen. Bis 1978 war Saulburg eine selbstständige Gemeinde.

## Lage
Saulburg liegt im Bayerischen Wald etwa fünf Kilometer südlich von Wiesenfelden an einem markanten Bergvorsprung.

## Geschichte
Im Traditionskodex von Kloster Windberg, der vor 1150 begonnen wurde und vor 1191 endet, wird ein Heinrich de Sulperge erwähnt, was zugleich die erste urkundliche Erwähnung Saulburgs ist. Jahrhundertelang wird Saulburg in den Urkunden Sulperge, Suleberch oder Saulperch genannt, was ursprünglich „Säulenberg“ bedeutet.
Schloss Saulburg aus der Zeit um 1150 bis 1190 ist auch heute noch ortsbildbestimmend. Die Hofmark Saulburg hatte eine wechselhafte Geschichte. Bei einem Losentscheid am 29. Juni 1429, der aufgrund des Preßburger Schiedsspruches vom 26. April 1429 stattfand, kam die Feste Saulburg an Herzog Wilhelm III. von Bayern.
Die Gemeinde Saulburg unterstand dem Landgericht Mitterfels und gehörte später zum Bezirk und Landkreis Bogen. Im Zuge der Gebietsreform in Bayern äußerte sich Bürgermeister Ring in einem Brief an das Innenministerium skeptisch hinsichtlich möglicher Gemeindezusammenlegungen. Als kleineres Übel sahen die Saulburger eine Verwaltungsgemeinschaft mit ähnlich strukturierten Nachbargemeinden. Als am wahrscheinlichsten galt ein Anschluss an die Gemeinde Parkstetten, auch mit einem Anschluss an die Gemeinde Kirchroth wurde gerechnet.  Am 1. Mai 1978 wurde die Gemeinde Saulburg dann großteils in die Gemeinde Wiesenfelden eingegliedert, während die Gemeindeteile Aufroth, Neumühl und Neuroth zur Gemeinde Kirchroth gelangten.

### Ortsteile der ehemaligen Gemeinde Saulburg
| - Altenhof - Auenzell - Aufroth - Fahrnhaus - Frath | - Geßmannszell - Grabmühl - Grasleiten - Halmgrub - Kälberhof | - Neuhaus - Neumühl - Neuroth - Saulburg - Spitzhaus | - Staudenhaus - Thurasdorf - Vogelsang - Wastlhof - Zieglhaus |

## Einwohnerentwicklung des Ortsteils Saulburg
| Jahr      | 1875 | 1885 | 1900 | 1925 | 1950 | 1961 | 1970 | 1987 |
| --------- | ---- | ---- | ---- | ---- | ---- | ---- | ---- | ---- |
| Einwohner | 180  | 186  | 188  | 214  | 227  | 190  | 228  | 249  |

## Sehenswürdigkeiten
- Expositurkirche Maria Schnee. Langhaus und Turm entstanden 1698, eine Erweiterung erfolgte 1922.
- Schloss Saulburg. Die auf einer Felsnase errichtete Anlage stammt im Kern aus dem 12. Jahrhundert und ist ein Bautenkonglomerat vom 12. bis zum 18. Jahrhundert. Der gotische Wohnbau besitzt einen Renaissance-Laubengang.
  - Schlosskapelle St. Aegidius. Es handelt sich um einen Rokokobau des Baumeisters Johann Fischer von 1754 mit toskanischer Pilastergliederung.